# Verbandsgemeinde Bitburg-Land
La comunità amministrativa di Bitburg-Land (Verbandsgemeinde Bitburg-Land) era una comunità amministrativa della Renania-Palatinato, in Germania.
Faceva parte del circondario dell'Eifel-Bitburg-Prüm.
A partire dal 1º luglio 2014 è stata unita alla comunità amministrativa di Kyllburg per costituire la nuova comunità amministrativa Bitburger Land.

## Comuni
Ne facevano parte i seguenti comuni:
| - Baustert - Bettingen - Bickendorf - Biersdorf am See - Birtlingen - Brecht - Brimingen - Dahlem - Dockendorf - Dudeldorf - Echtershausen - Ehlenz - Enzen - Eßlingen - Feilsdorf - Fließem - Gondorf - Halsdorf - Hamm - Heilenbach - Hisel - Hütterscheid - Hüttingen an der Kyll - Idenheim - Idesheim - Ingendorf | - Ließem - Meckel - Messerich - Metterich - Mülbach - Nattenheim - Niederstedem - Niederweiler - Oberstedem - Oberweiler - Oberweis - Olsdorf - Rittersdorf - Röhl - Scharfbillig - Schleid - Seffern - Sefferweich - Stockem - Sülm - Trimport - Wettlingen - Wiersdorf - Wißmannsdorf - Wolsfeld |